# Comuna Rona de Jos, Maramureș
Rona de Jos (în maghiară: Alsóróna, în germană: Unterrohnen) este o comună în județul Maramureș, Transilvania, România, formată numai din satul de reședință cu același nume.

## Demografie
Componența etnică a comunei Rona de Jos
     Români (93,05%)
     Alte etnii (6,95%)
Componența confesională a comunei Rona de Jos
     Ortodocși (82,42%)
     Creștini după evanghelie (3,22%)
     Greco-catolici (2,9%)
     Martori ai lui Iehova (2,65%)
     Alte religii (2,18%)
     Necunoscută (6,64%)
Conform recensământului efectuat în 2021, populația comunei Rona de Jos se ridică la 1.928 de locuitori, în creștere față de recensământul anterior din 2011, când fuseseră înregistrați 1.776 de locuitori. Majoritatea locuitorilor sunt români (93,05%). Din punct de vedere confesional, majoritatea locuitorilor sunt ortodocși (82,42%), cu minorități de creștini după evanghelie (3,22%), greco-catolici (2,9%) și martori ai lui Iehova (2,65%), iar pentru 6,64% nu se cunoaște apartenența confesională.

## Politică și administrație
Comuna Rona de Jos este administrată de un primar și un consiliu local compus din 11 consilieri. Primarul, Ion Herbil[*], de la Partidul Social Democrat, este în funcție din 1996. Începând cu alegerile locale din 2024, consiliul local are următoarea componență pe partide politice:
|  | Partid                          | Consilieri | Componența Consiliului | Componența Consiliului | Componența Consiliului | Componența Consiliului | Componența Consiliului |
|  | ------------------------------- | ---------- | ---------------------- | ---------------------- | ---------------------- | ---------------------- | ---------------------- |
|  | Partidul Social Democrat        | 5          |                        |                        |                        |                        |                        |
|  | Partidul Național Liberal       | 2          |                        |                        |                        |                        |                        |
|  | Alianța pentru Unirea Românilor | 2          |                        |                        |                        |                        |                        |
|  | Uniunea Salvați România         | 1          |                        |                        |                        |                        |                        |
|  | Partidul Ecologist Român        | 1          |                        |                        |                        |                        |                        |

## Vezi și
- Biserica de lemn din Rona de Jos